# Karitaake Tewaaki
Karitaake Tewaaki   (1 de desembre de 1997) és una atleta de cursa de velocitat kiribatiana. Va competir en els Jocs Olímpics d'Estiu de 2016 en la cursa de 100 metres llisos femení; el seu temps de 14,70 segons en la ronda preliminar no la va classificar per a la primera ronda.